# King's Lynn and West Norfolk
King's Lynn and West Norfolk è un borough del Norfolk, Inghilterra, Regno Unito, con sede a King's Lynn.
Il distretto fu creato con il Local Government Act 1972, il 1º aprile 1974 dalla fusione dei distretti urbani di King's Lynn, Hunstanton e Downham Market con il distretto rurale di Docking, il distretto rurale di Downham, il distretto rurale di Freebridge Lynn e il distretto rurale di Marshland.

## Parrocchie
Le parrocchie, che non coprono l'area del capoluogo, sono:
- Anmer
- Bagthorpe with Barmer
- Barton Bendish
- Barwick
- Bawsey
- Bircham
- Boughton
- Brancaster
- Burnham Market
- Burnham Norton
- Burnham Overy
- Burnham Thorpe
- Castle Acre
- Castle Rising
- Choseley
- Clenchwarton
- Congham
- Crimplesham
- Denver
- Dersingham
- Docking
- Downham Market
- Downham West
- East Rudham
- East Walton
- East Winch
- Emneth
- Feltwell
- Fincham
- Flitcham with Appleton
- Fordham
- Fring
- Gayton
- Great Massingham
- Grimston
- Harpley
- Heacham
- Hilgay
- Hillington
- Hockwold cum Wilton
- Holme next the Sea
- Houghton
- Hunstanton
- Ingoldisthorpe
- Leziate
- Little Massingham
- Marham
- Marshland St. James
- Methwold
- Middleton
- Nordelph
- North Creake
- North Runcton
- Northwold
- North Wootton
- Old Hunstanton
- Outwell
- Pentney
- Ringstead
- Roydon
- Runcton Holme
- Ryston
- Sandringham
- Sedgeford
- Shernborne
- Shouldham
- Shouldham Thorpe
- Snettisham
- South Creake
- Southery
- South Wootton
- Stanhoe
- Stoke Ferry
- Stow Bardolph
- Stradsett
- Syderstone
- Terrington St. Clement
- Terrington St. John
- Thornham
- Tilney All Saints
- Tilney St. Lawrence
- Titchwell
- Tottenhill
- Upwell
- Walpole
- Walpole Cross Keys
- Walpole Highway
- Walsoken
- Watlington
- Welney
- Wereham
- West Acre
- West Dereham
- West Rudham
- West Walton
- West Winch
- Wiggenhall St. Germans
- Wiggenhall St. Mary Magdalen
- Wimbotsham
- Wormegay
- Wretton